# Бетансос
Бетансос (гал. Betanzos, ісп. Betanzos) — місто і муніципалітет в Іспанії, у складі автономної спільноти Галісія, у провінції Ла-Корунья. Населення — 13 680 осіб (2009).
Місто розташоване на відстані близько 492 км на північний захід від Мадрида, 16 км на південний схід від Ла-Коруньї.
Муніципалітет складається з таких паррокій: Бетансос, Брабіо, П'ядела, Понтельяс, Рекіан, Сан-Педро-дас-Віньяс, Тіобре.

## Демографія
Динаміка населення (INE ):

## Уродженці
- Франсіско Буйо (*1958) — іспанський футболіст, воротар.

## Галерея зображень

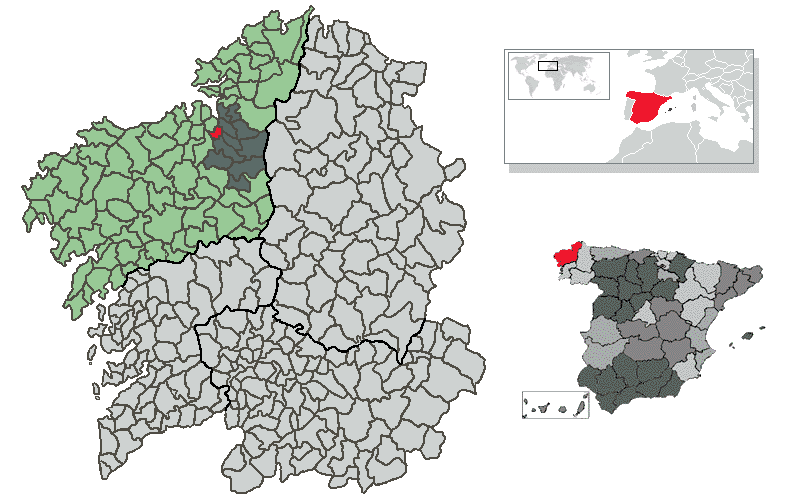
Розташування муніципалітету
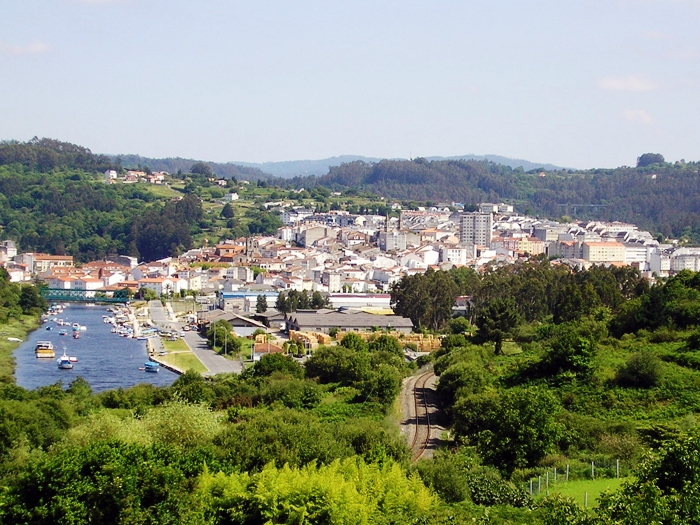
Панорама